# ベンダ (小惑星)
ベンダ (734 Benda) は小惑星帯の小惑星である。オーストリアのウィーン天文台でヨハン・パリサによって発見された。
チェコ（発見当時はオーストリア領）の作曲家、カレル・ベンドルに因んで名付けられた。
2009年4月4日、日本の福島県で掩蔽が観測された。